# My ID is Gangnam Beauty
My ID is Gangnam Beauty (en hangul, 내 아이디는 강남미인; romanización revisada, Nae Aidineun Gangnammiin), también conocida en español como Mi identificación es la belleza de Gangnam, es una serie de televisión surcoreana emitida por JTBC desde el 27 de julio hasta el 15 de septiembre de 2018, protagonizada por Im Soo-hyang, Cha Eun-woo, Jo Woo-ri y Kwak Dong-yeon. La serie se basa en el webtoon del mismo nombre publicado en 2016 por Naver Webtoon.

## Sinopsis
Kang Mi-rae decide someterse a una cirugía plástica después de ser acosada por su apariencia. Sin embargo, en la universidad, se ve envuelta en su nueva vida como una chica bella. Teniendo que lidiar con sus traumas de la secundaria antes de la cirugía. El drama sigue su historia de recuperación de la autoestima a medida que conoce Do Kyung-seok.

## Reparto

### Personajes principales
- Im Soo-hyang como Kang Mi-rae.
  - Jeon Min-seo como Mi-rae (joven).
- Cha Eun-woo como Do Kyung-seok.
  - Shin Joon-seop como Kyung-seok (joven).
  - Moon Woo-jin como Kyung-seok (niño).
- Cho Woo-ri como Hyun Soo-ah.
- Kwak Dong-yeon como Yeon Woo-young.

### Personajes secundarios
- Woo Hyun como Kang Tae-shik, es el padre de Mi-rae.
- Kim Sun-hwa como Na Eun-shim.
- Min Do-hee como Oh Hyun-jung.
- Ha Kyung como Yong Chul.
- Park Joo-mi como Na Hye-sung.
- Park Sung-geun como Do Sang-won.
- Kim Ji-min como Do Kyung-hee.
- Lee Tae-sun como Woo-jin.
- Jung Myung-hoon como Young-mo.
- Park Yoo-na como Yoo Eun.
- Jung Seung-hye como Choi Jung-boon.
- Jung Hye-rin como Lee Ji-hyo.
- Kim Do-yeon como Jung Won-ho.
- Kim Eun-soo como Kim Sung-woon.
- Oh Hee-joon como Kim Chan-woo.[7]
- Ryu Ki-san como Koo Tae-young.
- Cha Bo-sung como Ye Joon.
- Kim Il-rin como Yeo-woo.
- Bae Da-bin como Kwon Yoon-byoo.[8]
- Lee Ye-rim como Kim Tae-hee.
- Baek Soo-min como Ko Ye-na.
- Choi Sung-won como Song Jung-ho.
- Ham Sung-min como Chung Dong-woon.
- Yoo In-soo como Park Rae-sun.[9]
- Kim Min-ha como Sun-mi.[10]
- Seo Ji-hye como Min-ah.

## Banda sonora

### OST Parte 1
| Lanzado el 2018 de agosto del 3 |                        |           |          |  |
| N.º                             | Título                 | Artista   | Duración |  |
| 1.                              | «Love Diamond»         | Weki Meki | 02:55    |  |
| 2.                              | «True»                 | RUNY      | 03:17    |  |
| 3.                              | «Love Diamond» (Inst.) |           | 02:55    |  |
| 4.                              | «True» (Inst.)         |           | 03:17    |  |

### OST Parte 2
| Lanzado el 2018 de agosto del 10 |                         |         |          |  |
| N.º                              | Título                  | Artista | Duración |  |
| 1.                               | «You Are My...» (향수)  | Celine  | 04:40    |  |
| 2.                               | «You Are My...» (Inst.) |         | 04:40    |  |

### OST Parte 3
| Lanzado el 2018 de agosto del 11 |                 |         |          |  |
| N.º                              | Título          | Artista | Duración |  |
| 1.                               | «No No»         | Owol    | 03:25    |  |
| 2.                               | «No No» (Inst.) |         | 03:25    |  |

### OST Parte 4
| Lanzado el 2018 de agosto del 17 |                     |                     |          |  |
| N.º                              | Título              | Artista             | Duración |  |
| 1.                               | «Something»         | George, Kang Hye-in | 03:51    |  |
| 2.                               | «Something» (Inst.) |                     | 03:51    |  |

### OST Parte 5
| Lanzado el 2018 de agosto del 24 |                 |          |          |  |
| N.º                              | Título          | Artista  | Duración |  |
| 1.                               | «D-Day»         | Junggigo | 03:31    |  |
| 2.                               | «D-Day» (Inst.) |          | 03:31    |  |

### OST Parte 6
| Lanzado el 2018 de agosto del 25 |                      |            |          |  |
| N.º                              | Título               | Artista    | Duración |  |
| 1.                               | «Always You»         | Jin Min-ho | 04:21    |  |
| 2.                               | «Always You» (Inst.) |            | 04:21    |  |

### OST Parte 7
| Lanzado el 2018 de agosto del 31 |                           |                     |          |  |
| N.º                              | Título                    | Artista             | Duración |  |
| 1.                               | «Rainbow Falling»         | Cha Eun-woo (Astro) | 04:00    |  |
| 2.                               | «Rainbow Falling» (Inst.) |                     | 04:00    |  |

### OST Parte 8
| Lanzado el 2018 de septiembre del 7 |                    |                             |          |  |
| N.º                                 | Título             | Artista                     | Duración |  |
| 1.                                  | «Let's Go»         | A-YEON, Chahee (Melody Day) | 03:16    |  |
| 2.                                  | «Let's Go» (Inst.) |                             | 03:16    |  |

### OST Parte 9
| Lanzado el 2018 de septiembre del 15 |                   |                     |          |  |
| N.º                                  | Título            | Artista             | Duración |  |
| 1.                                   | «Holiday»         | Yeoeun (Melody Day) | 03:51    |  |
| 2.                                   | «Holiday» (Inst.) |                     | 03:51    |  |

## Recepción

### Audiencia
En azul la audiencia más baja y en rojo la más alta, correspondientes a las empresas medidoras TNms y AGB Nielsen.
| Ep. #    | Fecha de estreno         | Promedio de audiencia compartida | Promedio de audiencia compartida | Promedio de audiencia compartida |
| Ep. #    | Fecha de estreno         | AGB Nielsen                      | AGB Nielsen                      |                                  |
| Ep. #    | Fecha de estreno         | Nacional                         | Seúl                             |                                  |
| -------- | ------------------------ | -------------------------------- | -------------------------------- | -------------------------------- |
| 1        | 27 de julio de 2018      | 2.885 %                          | 3.049 %                          |                                  |
| 2        | 28 de julio de 2018      | 3.302 %                          | 3.509 %                          |                                  |
| 3        | 3 de agosto de 2018      | 3.066 %                          | 3.355 %                          |                                  |
| 4        | 4 de agosto de 2018      | 4.027 %                          | 4.061 %                          |                                  |
| 5        | 10 de agosto de 2018     | 3.326 %                          | 3.837 %                          |                                  |
| 6        | 11 de agosto de 2018     | 3.612 %                          | 3.415 %                          |                                  |
| 7        | 17 de agosto de 2018     | 3.963 %                          | 4.784 %                          |                                  |
| 8        | 18 de agosto de 2018     | 4.392 %                          | 4.542 %                          |                                  |
| 9        | 24 de agosto de 2018     | 4.391 %                          | 5.046 %                          |                                  |
| 10       | 25 de agosto de 2018     | 5.022 %                          | 5.549 %                          |                                  |
| 11       | 31 de agosto de 2018     | 4.492 %                          | 4.598 %                          |                                  |
| 12       | 1 de septiembre de 2018  | 5.436 %                          | 5.825 %                          |                                  |
| 13       | 7 de septiembre de 2018  | 4.768 %                          | 5.513 %                          |                                  |
| 14       | 8 de septiembre de 2018  | 5.033 %                          | 5.265 %                          |                                  |
| 15       | 14 de septiembre de 2018 | 4.832 %                          | 5.783 %                          |                                  |
| 16       | 15 de septiembre de 2018 | 5.753 %                          | 6.186 %                          |                                  |
| Promedio | Promedio                 | 4.269 %                          | 4.645 %                          |                                  |

## Premios y nominaciones
| Año  | Premio                                      | Categoría                                         | Nominado     | Resultado | Ref.   |
| ---- | ------------------------------------------- | ------------------------------------------------- | ------------ | --------- | ------ |
| 2018 | 11th Korea Drama Awards                     | Mejor nuevo actor                                 | Cha Eun-woo  | Ganador   | [ 12 ] |
| 2018 | 11th Korea Drama Awards                     | Premio estrella Hallyu                            | Cha Eun-woo  | Ganador   | [ 12 ] |
| 2018 | 11th Korea Drama Awards                     | Premio estrella del año                           | Jo Woo-ri    | Ganadora  | [ 12 ] |
| 2018 | 26th Korea Culture and Entertainment Awards | Premio a la máxima excelencia, actriz en un drama | Im Soo-hyang | Ganadora  | [ 13 ] |

## Emisión internacional
- Filipinas: ABS-CBN (2019).
- Indonesia: Trans TV (2019).
- Hong Kong: Now TV (2019).